# Israel (namn)
Mansnamnet Israel är hebreiskt och betyder troligtvis ungefär "'Gud strider" eller "Guds kämpe". Israel är också ett efternamn.
Namnet Israel har aldrig varit vanligt i Sverige. Heliga Birgittas farfars far hette Israel och levde under 1200-talet. Det finns bara ett par hundra som heter så och endast några enstaka personer har fått det som tilltalsnamn de senaste decennierna.
31 december 2005 fanns det totalt 265 personer i Sverige med namnet, varav 60 med det som tilltalsnamn.
År 2003 fick 2 pojkar namnet, men ingen fick det som tilltalsnamn.
Namnsdag: 20 december.

## Personer med förnamnet Israel
- Israel (Jakob)
- Israel Birgersson (Finstaätten) (död 1351), lagman
- Israel Holmström (1661–1708), poet
- Israel Israelsson Trolle (1683-1743), häradshövding
- Israel Israelsson Trolle (1716-1795), son av föregående, häradshövding
- Israel Hwasser (1790–1860), läkare och författare, ledamot av Svenska Akademien
- Israel Kolmodin (1643–1709), psalmförfattare
- Israel Kristal (1903–2017), konditor och förintelseöverlevare
- Israel Ruong (1903-1986), samisk lingvist
- Israel Joshua Singer (1893–1944), författare

## Personer med efternamnet Israel
- Joachim Israel (1920–2001), svensk professor i sociologi
- Samuel Israel (född 1960), amerikansk ekonomisk brottsling
- Steve Israel (född 1958), amerikansk politiker från New York, kongressmedlem, demokrat